# نظام‌نامه داخلی اتاق تجارت تهران
نظام‌نامه داخلی اتاق تجارت تهران 
- ماده اول: نظر به مدلول ماده سی و دوم قانون اتاق‌های تجارت، مصوبه دهم مهر ماه ۱۳۰۹، وزارت اقتصاد ملی مواد ذیل را به عنوان نظام‌نامه داخلی اتاق تجارت تهران مقرر می‌دارد.
- ماده دوم: اعضای اتاق تجارت عبارتند از اشخاصی که هیئت دولت از بین منتخبین درجه اول مطابق ماده ۱۹ قانون اتاق تجارت انتخاب نموده و وزارت اقتصاد ملی، اسامی آنان را اعلان کرده است. برای هر یک از اعضای اتاق تجارت وزارت اقتصاد ملی اعتبارنامه صادر خواهد نمود.
- ماده سوم: سال رسمی اتاق تجارت انتخاب اعضای آن از طرف هیئت وزرا (دوازدهم بهمن ۱۳۰۹) می‌باشد.
- ماده چهارم: اتاق تجارت تهران دارای یک رئیس، یک نائب رئیس، یک منشی و یک صندوق‌دار خواهد بود که هیئت‌رئیسه نامیده می‌شوند.

رئیس، نایب‌رئیس، منشی و صندوق‌دار، افتخاری بوده و به رأی مخفی و اکثریت نسبی از بین اعضای اتاق تجارت برای مدت یک سال انتخاب و به وزارت اقتصاد ملی معرفی می‌گردند.
- وظایف هیئت‌رئیسه
- ماده پنجم: وظایف رئیس:

الف ) اداره کردن جلسات اتاق تجارت تعیین دستور جلسات
ب)  نظارت در امور دفتری و محاسباتی و نشریات و غیره
ج) اجرای تصمیمات اتاق تجارت
د) تعیین اجزا و مستخدمین موظف اتاق در حدود بودجه، با موافقت هیئت‌رئیسه
ه) امضای اصل و مسوده مراسلات و اعلامیه ها و حوالجات و اسناد
وظایف رئیس در غیبت او به عهده نایب‌رئیس خواهد بود.	
- ماده ششم: منشی اتاق تجارت مکلف است صورت مذاکرات هر جلسه را تنظیم نموده و در جلسه بعد پس از تصویب اتاق به امضای رئیس رسانده و خود نیز ذیل آن را امضا نماید. حضور و غیبت اعضا باید در صورت‌جلسات مطرح باشد. خلاصه مذاکرات جلسات اتاق تجارت باید به وسیله جراید یا لوایح و یا مجله اتاق تجارت برای اطلاع عامه منتشر گردد.
- ماده هفتم: صندوق‌دار، موظف به حفظ دفتر و اموال اتاق و جمع‌آوری عوائد و پرداخت مخارج در حدود بودجه مصوب به حواله رئیس و تهیه بودجه سالیانه و صورت محاسبات ۳ماهه و سالیانه می‌باشد.
- ماده هشتم: هرگاه به واسطه استعفا یا خارج‌شدن از عضویت، کسری در هیئت‌رئیسه اتاق تجارت حاصل شود، به جای عضو مستعفی یا خارج شده، دیگری مطابق ماده ۱۴ این نظام‌نامه برای بقیه مدت از طرف اتاق انتخاب می‌شود.

جلسات اتاق 
- ماده نهم: در هر ماه باید لااقل دومرتبه جلسه اتاق تجارت منعقد گردد و عندالاقتضا نیز ممکن است به تقاضای وزارت اقتصاد ملی و یا بر حسب پیشنهاد شش نفر از اعضای اتاق تجارت جلسات فوق‌العاده تشکیل شود. جلسات عادی اتاق تجارت در عرض هفته اول و هفته سوم هر ماه منعقد می‌شود.
- ماده دهم: اعضایی که سه ماه بدون عذر موجه در جلسات رسمی اتاق تجارت، حاضر نشوند با موافقت اتاق تجارت، از طرف وزیر اقتصاد ملی، مستعفی محسوب می‌شوند.
- ماده یازدهم: هر یک از اعضای اتاق تجارت که به ‌عنوان جنحه یا جنایت مورد تعقیب جزایی واقع شود، تا ختم محاکمه موقتاً از حضور در جلسات اتاق تجارت محروم خواهد بود.
- ماده دوازدهم: هرگاه عضوی به واسطه عملیات تجاری یا اقدامات دیگری مورد عدم اعتماد واقع شود، اتاق تجارت می‌تواند انفصال او را از عضویت از وزارت اقتصاد ملی تقاضا نماید. لیکن تقاضای اتاق تجارت و تصمیم وزارت اقتصاد ملی باید موجه و مدلل باشد.
- ماده سیزدهم: در طی هر سال اگر به واسطه یکی از علل مذکوره در مواد ۱۰ ، ۱۱ و ۱۲ این نظام در اعضای اتاق، کسری پیدا شود، اتاق مزبور باید فوراً انتخاب قائم‌مقام آن را از وزارت اقتصاد ملی تقاضا نماید تا بر طبق ماده ۲۳ قانون اتاق‌های تجارت عضو مزبور انتخاب گردد.
- ماده چهاردهم: اتاق  تجارت می تواند برای تسهیل انجام وظایف خود و مطالعات بیشتر در مسائل تجاری و اقتصادی مملکت، کمیسیون های مختلفی اعضای اتاق یا از تجار مقیم حوزه انتخابیه خود تشکیل داده و استمداد فکری و عملی از آن‌ها بنماید و همچنین ممکن است برای استفاده از نظریات و معلومات بعضی اشخاص، آن‌ها را به عنوان مشورت به حضور در جلسات اتاق تجارت دعوت کند. کمیسیون‌های مذکور عنوان کمیسیون‌های منتسب به اتاق تجارت تهران را خواهند داشت.
- ماده پانزدهم: پس از انتخاب هیئت‌رئیسه برای اجرای ماده ۴ قانون اتاق‌های تجارت جلسه‌ای با حضور وزیر اقتصاد ملی یا نماینده او تشکیل و اعضایی که در انقضای سال اول و دوم باید خارج شوند، به حکم قرعه تعیین و اسامی آن‌ها برای اطلاع عامه اعلان خواهد شد.[۱][۲]